# Oghamstein von Dromkeare
Der Oghamstein von Dromkeare steht in der Nähe des Lough Currane im Townland Dromkeare (irisch Drom Caor, dt. „Beerenrücken“) im Süden des County Kerry in Irland.
Der mit einem klobigen Kreuz versehene Oghamstein befindet sich in einer überwucherten kirchlichen Einhegung, nahe dem River Cumneragh. Er ist quaderartig und 1,81 Meter hoch. Auf der Westseite des roten Sandsteins ist ein großes Kreuz eingeritzt, das dem auf dem Oghamstein in der St. Mary’s Collegiate Church von Gowran entspricht. Seine Ogham-Inschrift lautet:
[TI] DONNAMAQDOMNG [.]NN
In der Nähe steht die Steinreihe von Dromkeare.